# Europska prijestolnica kulture
Europska prijestolnica kulture je naslov koji se godišnje dodjeljuje barem jednome europskom gradu kojeg Europska unija odredi na razdoblje od jedne godine, tijekom koje mu se ukazuje prilika u najboljem svjetlu prikazati svoj kulturni život te svoju kulturno-povijesnu baštinu.
Brojni europski gradovi dosada su iskoristili tu titulu za preobražaj vlastite kulturne osnove, te tako izmijenili način na koji ih svijet promatra. Kad grad dobije naslov Europskoge prijestolnice kulture, tijekom cijele jedne godine u njemu se održavaju različite kulturne manifestacije i umjetničke priredbe, a postavljaju se i zanimljive instalacije kao što je npr. «Šuma naopako» («La forêt suspendue») na jednome od najpoznatijih trgova Lillea 2004. godine. Jednogodišnjim nošenjem ove titule izabrani se gradovi nadaju povećanoj inozemnoj pozornosti i velikom broju posjetitelja.
Vjeruje se da izbor značajno povećava društvenu i ekonomsku korist, osobito kada su događaji ugrađeni kao dio dugoročnog razvoja temeljenog na kulturnoj strategiji okolne regije.

## Povijest
Na prijedlog tadašnje grčke ministrice kulture Meline Mercouri Europski grad kulture je začet 13. lipnja 1985. odlukom Vijeća ministara kao sredstvo zbližavanja građana Europske unije (odnosno Europske zajednice, kako se EU tada zvala). Prijedlogom je predviđeno svake godine imenovati jednu Europsku prijestolnicu kulture, s ciljem jačanja europske integracije. Otada je ova inicijativa sve uspješnija među europskim građanima te ima sve snažniji kulturni i socijalno-ekonomski učinak na mnogobrojne posjetitelje koje privuče.
Godine 1990. ministri kulture Europske zajednice pokrenuli su Europski mjesec kulture. Ovaj događaj je sličan Europskome gradu kulture, ali traje znatno kraće i namijenjen je prije svega zemljama Srednje i Istočne Europe. Europska komisija svake godine dodjeljuje novčanu pomoć za Europski mjesec kulture.
Godine 1991. organizatori raznih dotadašnjih Europskih gradova kulture stvorili su Mrežu Europskih prijestolnica i mjeseci kulture (ECCM), omogućivši na taj način razmjenu i širenje informacija, posebno korisnih budućim organizatorima ovih događanja. Riječ je o neprofitnoj organizaciji sa sjedištem pri Ministarstvu kulture, istraživanja i visokog obrazovanja Luksemburga, koja usko surađuje s europskim institucijama. Ova je mreža 1994. provela studiju o utjecaju Europskoga grada kulture od njegova osnutka, a od 2006. u svakoj Europskoj kulturnoj prijestolnici, kao i u onim bivšima, predstavlja putujuću izložbu «Putovanje u svijet: Prijestolnice kulture» («A Journey to the World: Cultural Capitals»). Izložba je po prvi put bila postavljena u Patrasu 27. ožujka 2006.
Godine 1999. Europski grad kulture preimenovan je u 'Europsku prijestolnicu kulture, te je od tada financiran kroz program Culture 2000. 25. svibnja 1999. odlukom Europskoga parlamenta i Vijeća EU-a ova godišnja priredba integrirana je u Okvirni program rada EU-a te je uveden i novi način izbora gradova za razdoblje 2005. – 2019. 
Sve do 2004. godine Europske prijestolnice kulture birane su na osnovi međuvladinih dogovora zemalja EU-a; države članice su jednoglasno odabirale gradove koji su najvjerojatniji predstojeći domaćini manifestacije, a Europska komisija bi svake godine izabranome gradu davala financijsku pomoć za pripremu manifestacije. Od 2005. institucije EU-a sudjeluju u procesu izbora gradova domaćina. Na taj se način izbjegava prežestoka konkurencija u nadmetanju za tu prestižnu titulu i olakšava sām izbor.

## Europske prijestolnice kulture

### Bivši Europski gradovi kulture
- 1985.: Atena (Grčka)
- 1986.: Firenca (Italija)
- 1987.: Amsterdam (Nizozemska)
- 1988.: Zapadni Berlin (Zapadna Njemačka)
- 1989.: Pariz (Francuska)
- 1990.: Glasgow (Ujedinjeno Kraljevstvo)
- 1991.: Dublin (Irska)
- 1992.: Madrid (Španjolska)
- 1993.: Antwerpen (Belgija)
- 1994.: Lisabon (Portugal)
- 1995.: Luxembourg (Luksemburg)
- 1996.: Kopenhagen (Danska)
- 1997.: Solun (Grčka)
- 1998.: Stockholm (Švedska)
- 1999.: Weimar (Njemačka)

### Bivše Europske prijestolnice kulture
- 2000.: Avignon (Francuska) - Bergen (Norveška) - Bologna (Italija) - Bruxelles (Belgija) - Helsinki (Finska) - Krakow (Poljska) - Prag (Češka) - Reykjavik (Island) - Santiago de Compostela (Španjolska)
- 2001.: Porto (Portugal) - Rotterdam (Nizozemska)
- 2002.: Bruges (Belgija) - Salamanca (Španjolska)
- 2003.: Graz (Austrija)
- 2004.: Genova (Italija) - Lille (Francuska)
- 2005.: Cork (Irska)
- 2006.: Patras (Grčka)
- 2007.: Luxembourg (Luksemburg) i Grande Région - Sibiu (Rumunjska)
- 2008.: Liverpool (Ujedinjeno Kraljevstvo) - Stavanger (Norveška)
- 2009.: Linz (Austrija) - Vilnius (Litva)
- 2010.: Essen (Njemačka) - Pečuh (Mađarska) - Istanbul (Turska) (kao predstavnik države izvan EU-a)
- 2011.: Tallinn (Estonija) - Turku (Finska)
- 2012.: Guimarães (Portugal) - Maribor (Slovenija)
- 2013.: Marseille (Francuska) - Košice (Slovačka)
- 2014.: Umeå (Švedska) - Riga (Latvija)
- 2015.: Mons (Belgija) - Plzen (Češka)
- 2016.: San Sebastián (Španjolska) - Wroclaw (Poljska)
- 2017.: Aarhus (Danska) - Paphos (Cipar)
- 2018.: Leeuwarden (Nizozemska) - Valletta (Malta)
- 2019.: Matera (Italija) - Plovdiv (Bugarska)
- 2020./2021.: Rijeka (Hrvatska) - Galway (Irska)[2][3]
- 2022.: Kaunas (Litva), Esch-sur-Alzette (Luksemburg), Novi Sad (Srbija)[4]
- 2023.: Veszprém (Mađarska), Timișoara (Rumunjska), Eleusis (Grčka)[5]
- 2024.: Bad Ischl (Austrija), Tartu (Estonija) i Bodø (Norveška)

### Ovogodišnje Europske prijestolnice kulture
- 2025.: Chemnitz (Njemačka) i Nova Gorica (Slovenija)/Gorizia (Italija)

## Vanjske poveznice

### Službene stranice
- Rijeka 2020
- Tallinn 2011
- Turku 2011  Arhivirana inačica izvorne stranice od 23. srpnja 2010. (Wayback Machine)
- Essen 2010
- Pečuh 2010
- Istanbul 2010
- Linz 2009
- Vilnius 2009[neaktivna poveznica]
- Liverpool 2008
- Sibiu 2007
- Cork 2005
- Lille 2004